# Пальцево (Порховский район)
Пальцево — деревня в юго-восточной части Порховского района Псковской области. Входит в состав сельского поселения «Логовинская волость».
Расположена в 22 км к юго-востоку от города Порхов и в 5 км к югу от волостного центра Логовино.
Численность населения по состоянию на 2000 год составляла 23 жителя.